# حادث تحطم الطائرة العسكرية السعودية سي-130 في 1991
يشير حادث تحطم الطائرة العسكرية السعودية في 1991 إلى تحطم طائرة نقل عسكري طراز لوكهيد سي-130 هيركوليز تابعة للقوات الجوية الملكية السعودية أثناء هبوطها في مطار رأس مشعاب على بعد 160 كيلومتر (99 ميل) شمال غرب مدينة الجبيل في المنطقة الشرقية من المملكة العربية السعودية ولقى أغلب من كانوا على متنها مصرعهم. تحتل الحادثة المرتبة الرابعة ضمن أسوأ حوادث الطيران السعودي والمرتبة السادسة ضمن أسوأ حوادث طائرات سي-130.

## نظرة عامة
شاركت السنغال خلال حرب الخليج الثانية بإرسالها كتيبة قوامها 500 جندي ضمن قوات التحالف المُشكلة لتحرير الكويت، تمركزت الكتيبة السنغالية في موقع دفاعي عند ميناء رأس مشعاب إلى جوار القوات المغربية المشاركة في التحالف حيث تولت مهمة تأمين الميناء المستخدم من قبل القوات المسلحة الأمريكية خلال الحرب. وبعد انتهاء الحرب توجه بعض الجنود السنغاليين إلى زيارة مكة لأداء مناسك العمرة.

## تفاصيل الرحلة
توجهت الطائرة سي-130 (469) التابعة للسرب الرابع من القوات الجوية الملكية إلى مطار رأس مشعاب من مطار جدة وعلى متنها 95 جندياً سنغالياً بالإضافة إلى 6 من أفراد الطاقم السعوديين بعد أدائهم لمناسك العمرة. كانت الرؤية ضعيفة بسبب سحب الدخان من آبار النفط المشتعلة جنوب الكويت والتي اضرمت فيها القوات العراقية النيران قبل انسحابها.
تحطمت الطائرة في الظلام والضباب في الساعة 4:45 من صباح يوم 21 مارس 1991. لاحظ مشاة البحرية الأمريكية من وحدة الاستطلاع المكلفين بمهمة حراسة من الكتيبة الثالثة والأولى، أن الطائرة تجري دورة كاملة ثم دورة حلزونية وكأنها قادمة للهبوط إلا أنها تحطمت فجأة بعد ارتطامها بالأرض. هرع حراس البحرية على الفور لإيقاظ أفراد آخرين من مشاة البحرية وأفراد من الطاقم الطبي في المجمع.

## الخسائر
قُتل في الحادث 92 جندي سنغالي إضافة إلى كل أفراد الطاقم السعودي المكون من 6 أشخاص في حين استطاع مشاة البحرية الأمريكية سحب ثلاثة ناجيين من موقع الحطام توفي أحدهم متأثراً بجراحه بينما استقرت حالة الاثنين الآخرين ونُقلا إلى المشفى لتلقي العلاج.
كان التقييم الرسمي للسبب المحتمل للاصطدام هو الدخان الأسود الكثيف الناجم عن احتراق مئات من آبار النفط القريبة من الكويت ممتزجاً مع الضباب الداكن الذي حجب الرؤية عن طاقم الرحلة. إضافة لذلك، لم يحصل الطياران السعوديان على تعليمات بكيفية الهبوط وكان موظفو برج المراقبة قد أهملوا تشغيل مشاعل الطقس السئ المصطفة على المدرج.
| الجنسية  | الركاب | الطاقم | الناجون |
| -------- | ------ | ------ | ------- |
| السنغال  | 95     | 0      | 3       |
| السعودية | 0      | 6      | 0       |

دُفنّ الجنود السنغاليون الذين قتلوا في النعيرية بالمنطقة الشرقية يوم 22 مارس وقد حضر مراسم الدفن الأمير خالد بن سلطان ووزير الدفاع ورئيس هيئة الأركان السنغاليان.
نُقل حُطام الطائرة إلى قاعدة الملك عبد العزيز الجوية.

## وصلات خارجية
- - القوات الجوية الملكية السعودية (بالإنجليزية)